# GECT Linieland van Waas en Hulst
Pour les articles homonymes, voir Waas et Hulst.
Le GECT Région de la ligne du Pays de Waes et Hulst ou GECT Linieland van Waas en Hulst, en néerlandais Linieland van Waas en Hulst Groepering voor Territoriale Semenwerking met beperkte aansprakelijkheid, est un groupement européen de coopération territoriale créé le 15 juin 2011. Il regroupe les communes de Beveren, Saint-Gilles-Waes et Stekene dans le pays de Waes et la commune de Hulst en Flandre zélandaise.

## Sources

## Compléments